# Viseur Norden
Pour les articles homonymes, voir Norden (homonymie).
 (juillet 2018).

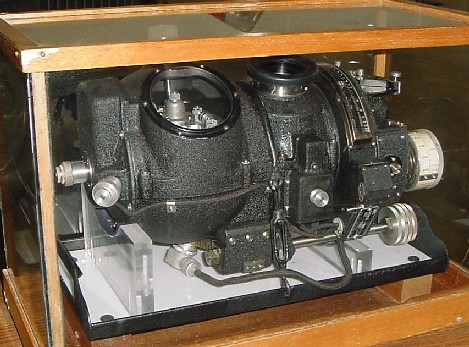

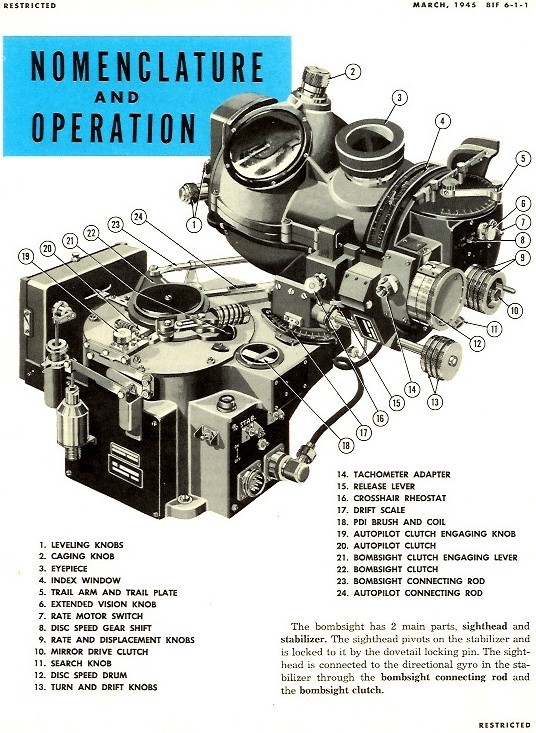
Une page du Bombardier's Information File (BIF) qui décrit les composants et les contrôles du viseur Norden.

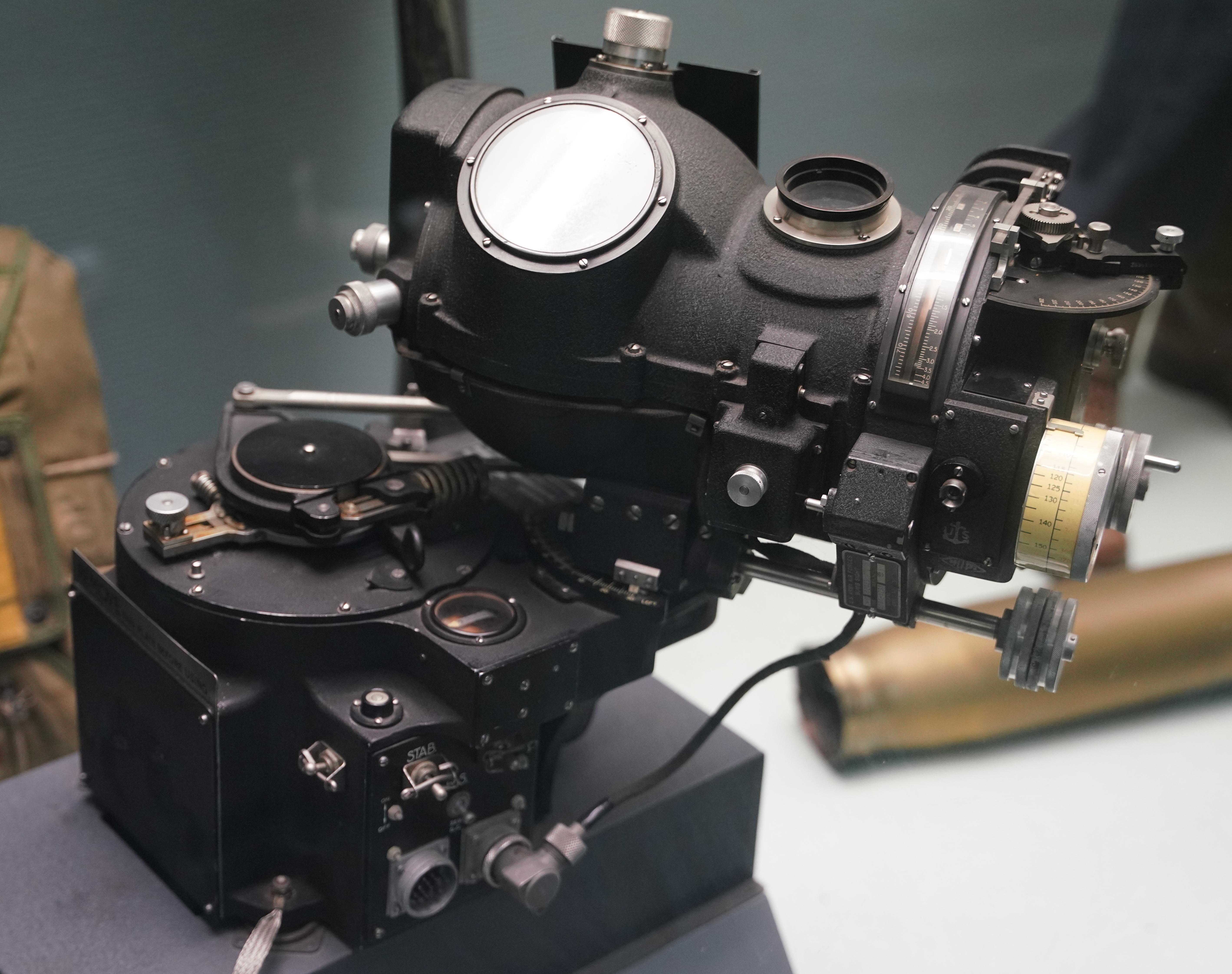
Et un exemplaire au Musée de la Reddition.

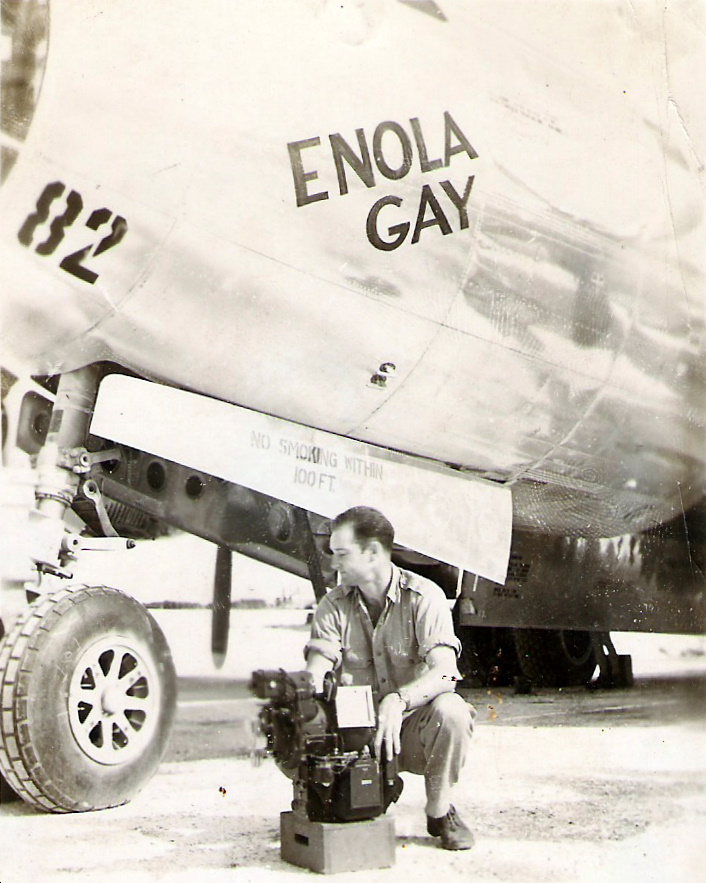
Le bombardier Thomas Ferebee avec le viseur Norden du bombardier Enola Gay ayant largué la première bombe atomique sur le Japon.

Le viseur Norden est un viseur de bombardement monté sur les bombardiers américains pendant la Seconde Guerre mondiale, la guerre de Corée et la guerre du Viêt Nam.
Sa précision supérieure à celle des autres équipements existants à l'époque lui conférait une portée stratégique et en faisait un secret militaire.

## Conception et exploitation
Le viseur Norden a été conçu par Carl Norden, un ingénieur hollandais ayant fait ses études en Suisse, puis émigré aux États-Unis en 1904. Il travailla sur les viseurs de la Sperry Corporation avant de créer sa propre société. À ses débuts, il intéressait surtout la marine américaine pour ses bombardiers, mais il a ensuite été adopté par l'US Air Force.
Initialement, le viseur était fabriqué par l'usine Norden de New York avant le début de la Seconde Guerre mondiale, puis par plusieurs autres sociétés pendant la guerre, avec de nombreuses variantes mais des différences mineures.
La visée se faisait en coordination avec le pilote automatique de l'avion, le "Stabilized Bomb Approach Equipment" (équipement pour une approche de bombardement stabilisée) qui était aussi un développement Norden.
Le viseur se composait de deux parties principales, le stabilisateur et la tête de visée. Le stabilisateur est une plate-forme gyroscopique stabilisée qui donnait à la tête de visée une base stable à partir de laquelle travailler. Le stabilisateur contrôlait le pilote automatique de l'avion et donc l'avion lui-même pour que le cap suivi par l'avion soit parfaitement aligné avec la tête de visée.
La tête de visée se composait de trois parties principales :
- un calculateur analogique qui calculait l'angle de bombardement par rapport à l'avion pour l'impact des bombes ;
- un petit télescope utilisé comme viseur principal ;
- un ensemble de moteurs électriques et de gyroscopes pour que le point visé reste immobile dans le viseur.

Sur les premiers exemplaires du viseur se trouvait un dispositif de réglage de niveau par gyroscope (Automatic Gyro Leveling Device), mais il s'avéra difficile à maintenir et fut remplacé par la suite par un simple niveau à bulle.
Pour une visée précise, il faut connaître trois paramètres : l'altitude, la vitesse de l'avion par rapport au sol et la vitesse (et la direction) du vent. Dans les viseurs classiques, le bombardier entre l'altitude et la vitesse relative de l'avion (par rapport à l'air) qu'il peut connaître avec les instruments de l'avion et une estimation de la vitesse du vent.
La nouveauté du viseur Norden est qu'il permettait de calculer la vitesse par rapport au sol. Et donc d'en déduire la vitesse et la direction du vent.
Ce calcul se faisait en visant un point au sol bien visible et en observant sa dérive du fait du vent dans le viseur. Le bombardier annulait cette dérive en actionnant des molettes accessibles sans quitter le viseur des yeux.
Une fois le viseur calibré et l'avion en approche finale, le bombardier sélectionnait la cible dans le viseur, enclenchait le système, et le viseur prenait le contrôle du pilote automatique de l'avion. C'est donc le viseur qui dirigeait l'avion pendant l'approche finale, en essayant de le maintenir sur la route choisie et en corrigeant d'éventuelles modifications de dernière minute fournies par le bombardier. Au moment voulu, le viseur déclenchait automatiquement le largage des bombes. La vitesse de l'avion étant supérieure à 100 m/s, une petite erreur pouvait entraîner un bombardement imprécis.
Sur le théâtre européen, les États-Unis utilisèrent un type de pilote automatique particulier (Automatic Flight Control Equipment (AFCE)) avec le viseur Norden. Ainsi qu'un système de radar H2X. Plus particulièrement dans les régions  côtières, où la surface de l'eau et le littoral produisaient des échos radars spécifiques.

## Efficacité opérationnelle
Le viseur Norden a été conçu dans une période où les États-Unis pratiquaient une politique non-interventionniste. La stratégie militaire était défensive pour protéger le territoire national ou les possessions et intérêts américains à l'étranger. Dans le Pacifique, il s'agissait surtout de se protéger contre des attaques navales, grâce à l'US Navy, mais aussi, à partir des années 1930, grâce à l'aviation.
L'aviation a donc été développée comme une arme anti-navires, mais frapper un navire en mouvement s'avéra difficile. Toutes les aviations militaires de l'époque investirent dans les bombardiers en piqué et bombardiers-torpilleurs, mais ils étaient de faible rayon d'action et nécessitaient l'utilisation d'un porte-avions.
L'Armée de terre choisit d'investir dans des B-17 avec viseur Norden pour des attaques à longue distance à partir de bases terrestres. On espérait une précision de 100 pieds (30 m) pour un bombardement à 20 000 pieds (6 096 m) d'altitude. Cette altitude élevée améliorait le rayon d'action et mettait à l'abri des tirs depuis le sol. Le viseur Norden fut déployé comme l'outil qui gagnerait la guerre en permettant de larguer des bombes avec une précision permettant d'atteindre un bocal de cornichons.
Dans la pratique, le viseur n'eut jamais cette précision. La Royal Air Force fut la première à utiliser le B-17 au combat avec des résultats très décevants, au point d'envisager d'utiliser ces avions à d'autres fins. L'utilisation de B-17 par l'US Air Force contre des navires japonais ne donna pas non plus les résultats escomptés. Les seuls succès certains furent remportés lors de la bataille des Philippines (1941-1942) lorsque des B-17 endommagèrent deux transports, le croiseur Naka, le destroyer Murasame et coulèrent un dragueur de mines. Cependant, ces succès furent des exceptions, les actions au cours de la bataille de la mer de Corail ou la bataille de Midway s'avérèrent infructueuses. L'USAAF finit par renoncer au B-17 et pratiquer les bombardements à basse altitude.
En Europe aussi, le viseur Norden s'avéra manquer de précision. Elle était plutôt de 1 000 pieds (305 m) pour un bombardement à 18 000 pieds (5 486 m) d'altitude. L'objectif était que 100 % des frappes se situent dans un cercle de 1 000 pieds (305 m) autour de la cible. Le 19 mars 1943, le 303e groupe de bombardement atteignit un score impressionnant de 76 % de coups au but lors d'un bombardement sur Brême-Vegesack. Mais avec des conditions météo parfaites, seules 50 % des frappes se situaient à moins d'un quart de mile de l'objectif et les aviateurs américains estimaient que jusqu'à 90 % des bombes manquaient la cible,,. Cependant beaucoup de vétérans de B-17 et de B-24 ne juraient que par le Norden.
Beaucoup de facteurs expliquent ces piètres performances de Norden. En Europe, la couverture nuageuse n'en était pas un, car les performances ne s'amélioraient pas dans des conditions plus favorables. La précision s'améliora avec l'introduction d'un "master bomber" ("Maître-bombardier"), bombardier expérimenté seul à utiliser le Norden, les autres avions larguant leurs bombes quand ils le voyaient larguer les siennes. Cela suggérait que l'essentiel du problème venait de la compétence du bombardier. Cependant cette procédure était risquée, en effet pendant la bataille de Normandie, une importante formation de bombardier devait frapper des positions allemandes à moins d'un kilomètre des troupes alliées, pendant l’approche l'avion du master bomber perdit un moteur et fut obligé de larguer ses bombes pour s’alléger et conserver son altitude. Pensant être sur cible, les autres bombardiers firent de même, larguant leurs bombes sur des positions alliées.
Dans le Pacifique, les courants-jets, vents très forts (400 km/h) à haute altitude, empêchaient des calculs corrects. De plus, la forme, voire le revêtement, des bombes larguées de plus haute altitude (30 000 pieds (9 144 m)) faisaient qu'elles atteignaient la vitesse du son et sortaient des modèles de calcul.
Par ailleurs, quand l'avion était dans la phase pilotée par le viseur, il était plus facile à abattre par la DCA et il risquait aussi la collision avec d'autres avions du groupe.
Comme tout dispositif mécanique complexe, le viseur Norden devait être bien entretenu pour produire des résultats corrects. De nombreux viseurs furent installés sans tests préalables suffisants. Les bombardiers devaient entretenir, huiler et réparer eux-mêmes les viseurs. Et le personnel technique qualifié n'était pas en nombre suffisant.

## Secret militaire

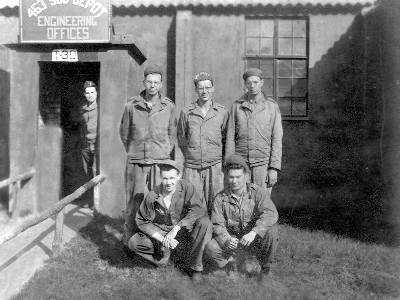
Photo du personnel d'entretien devant un local sécurisé (de bombardement) à Hethel, Norfolk, Angleterre

Le viseur étant un secret militaire, au cours de leur formation, les bombardiers devaient prêter serment qu'ils défendraient ce secret au péril de leur vie. En cas d'atterrissage en territoire ennemi, l'équipage du bombardier devait tirer sur les parties importantes du viseur pour les détruire. Comme cette technique pouvait laisser des parties utilisables par l'ennemi, un pistolet à thermite fut installé. La chaleur de la réaction chimique devait faire fondre le viseur et le transformer en un bloc de métal informe.
Après chaque mission, les équipages des bombardiers quittaient l'avion avec un sac qu'ils enfermaient dans un coffre-fort situé dans l'atelier d'entretien sécurisé. Cet atelier n'était accessible que par du personnel bien identifié avec de bonnes connaissances techniques pour réaliser également les tâches de maintenance dans ces locaux sécurisés.
À la fin de la Seconde Guerre Mondiale, le niveau de secret du viseur fut abaissé. Mais la première exposition au public n'eut lieu qu'en 1944[réf. nécessaire].
La dernière utilisation militaire eut lieu pendant la guerre du Viêt-Nam par le Naval Air Squadron Observation 67 (VO-67). Le viseur fut utilisé pendant l'Opération Igloo White pour larguer des détecteurs de présence (ADSID : Air-Delivered Seismic Intrusion Detectors) le long de la Piste Hô Chi Minh.

## Espionnage

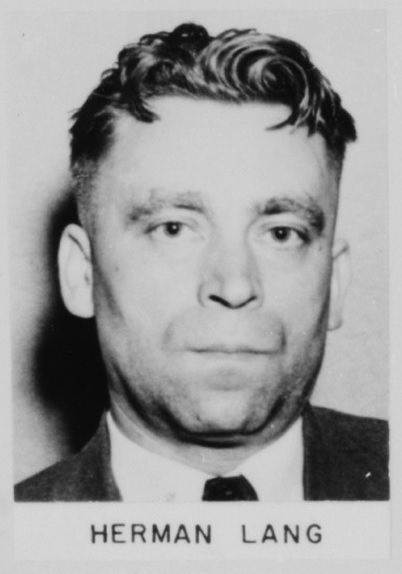
Photo du FBI

Herman W. Lang, un espion allemand, avait été employé par la Société Carl L. Norden. Au cours d'une visite en Allemagne en 1938, Lang rencontra les autorités militaires allemandes et restitua de mémoire les plans confidentiels du viseur. En 1941, Lang, ainsi que les 32 autres agents allemands du réseau Duquesne furent arrêtés par le FBI. Après le plus grand procès d'espionnage de l'histoire américaine, il fut condamné à 18 ans de prison pour espionnage.
Les viseurs allemands utilisés durant la Seconde Guerre mondiale (BZG 2, Lofte 3 et, à compter de 1942 Lofte 7 (en) de la société Carl Zeiss) étaient semblables au Norden : un ensemble de gyroscope stabilisait une plateforme à travers laquelle le bombardier visait sa cible, mais contrairement aux viseurs américains, le système allemand n'était pas relié au pilote automatique de l'avion.